# Arkys latissimus
Arkys latissimus is een spinnensoort in de taxonomische indeling van de wielwebspinnen (Araneidae).
Het dier behoort tot het geslacht Arkys. De wetenschappelijke naam van de soort werd voor het eerst geldig gepubliceerd in 1982 door Balogh.